# میدان نفتی لیائوهی

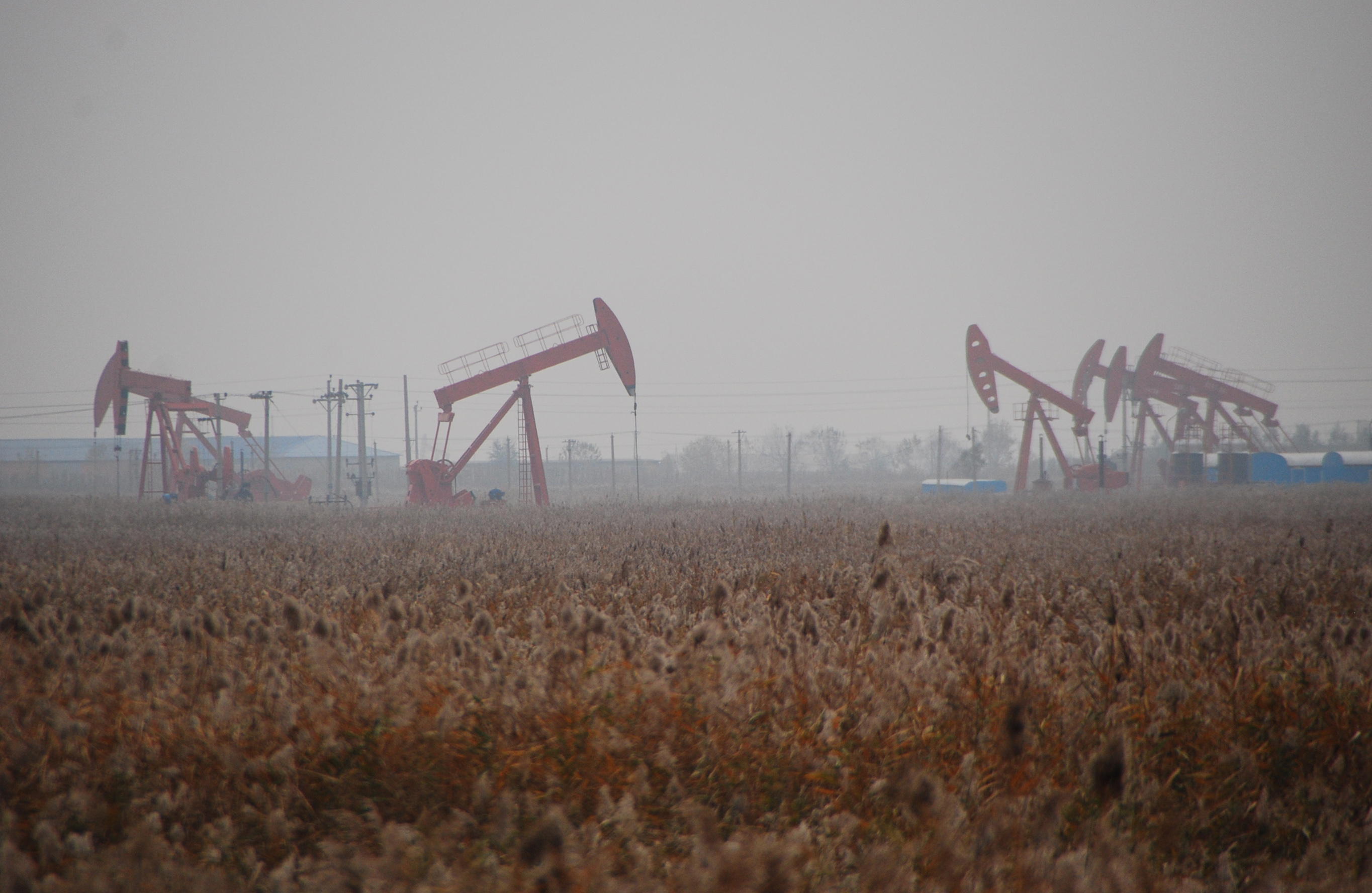
میدان نفتی لیائوهی

میدان نفتی لیائوهی (انگلیسی: Liaohe oil field) از میادین نفتی چین است، که در منطقه پینجین استان لیائونینگ قرار دارد. میدان لیائوهی در سال ۱۹۵۸ کشف شد و بهره‌برداری از آن در سال ۱۹۷۰ آغاز گردید. این میدان هم‌اکنون با تولید ٣١٢ هزار بشکه نفت خام در روز، پس از میدان نفتی داکینگ و میدان نفتی شنگلی، سومین میدان بزرگ نفتی چین بشمار می‌آید. میدان لیائوهی از میادین تحت مدیریت شرکت ملی نفت چین می‌باشد.